# Halberger Bach
Der Halberger Bach ist ein Bach im Gemeindegebiet von Weißbach im baden-württembergischen Hohenlohekreis. Nach knapp 2 km langem Lauf insgesamt nach Südwesten mündet er in Weißbach selbst von rechts in den unteren Kocher.

## Geographie

### Verlauf
Der Halberger Bach entsteht etwa hundert Meter östlich des Ortsrandes des Weißbacher Weilers Halberg an der Straße nach dem Sattelhof der Gemeinde Niedernhall auf etwa 351 m ü. NHN. Dort beginnt ein kahler, nur zeitweilig wasserführender Graben neben einem südwestwärts laufenden Feldweg, der nach weniger als 300 Metern am Südostrand von Halberg von einem weiteren Sträßchen gequert wird.
Nachdem er auf den nächsten gut 300 Metern am rechts nahe stehenden Wäldchen Hölzle vorbeigeflossen ist, beginnt er auf etwa 325 m ü. NHN am Reisigplatz von Halberg sich in seine steile und von Laubwald erfüllte Klinge stark einzutiefen. Sein Bett ist darin eine nur periodisch wasserführende, mehrere Meter breite Geröllrinne, die im unteren Bereich von bis zu 15 Meter hohen steilen Hängen gesäumt wird.
Am Schützenhaus von Weißbach tritt er aus seiner Waldklinge zwischen den Höhenspornen Hörnle rechts und Halberg links in die Siedlungskontur von Weißbach ein, unterquert verdolt das Gebäude, läuft nochmals ein Stück weit offen und tritt dann an der Gartenstraße dauerhaft in eine Verdolung ein. Diese führt ihn unter der Crispenhofener Straße (L 1046) und der Hinteren Gasse bis in die schmale rechte Flussaue, in der er die Kochertalstraße (L 1045) unterquert. Jenseits fließt er unterhalb des Streichwehrs, an dem zur anderen Seite hin der Weißbacher Werkkanal abgeht, und weniger als 50 Meter oberhalb der Weißbacher Flussbrücke von rechts und auf etwa 195 m ü. NHN in den unteren Kocher ein.
Der Halberger Bach mündet nach etwa 1,8 km langem Lauf mit mittlerem Sohlgefälle von rund 85 ‰ etwa 156 Höhenmeter unterhalb seines Grabenbeginns bei Halberg.

### Einzugsgebiet
Das Einzugsgebiet des Halberger Bachs ist etwa 1,0 km² groß und gehört naturräumlich zu den Kocher-Jagst-Ebenen, der obere und mittlere Gebietsanteil liegt im Unterraum Dörrenzimmerner Platte der Mittleren Kocher-Jagst-Ebenen, der untere im Unterraum Unteres Kochertal des Unternaturraums Kochertal. Der über 376 m ü. NHN erreichende höchste Punkt liegt am Osteck zwischen Halberg und Sattelhof.
Der größere Hochebenenanteil steht meist unterm Pflug, die schmalen Klingenanteile sind bewaldet, die kleinen mündungsnahen Anteile sind mit Häusern des Dorfes Weißbach bebaut, das neben der östlichen Hälfte des zu Weißbach gehörigen Weilers Halberg der einzige Siedlungsplatz im Einzugsgebiet ist, das in Gänze zur Gemeinde Weißbach gehört.
Reihum grenzen die Einzugsgebiete der folgenden Nachbargewässer an:
- Im Westen fließt der bedeutendere Langenbach südwärts zum Kocher, in den er wenig abwärts des Halberger Bachs in Weißbach mündet;
- im Nordosten grenzt das Einzugsgebiet des linken Langenbach-Zuflusses Hettenbach an;
- im Osten ist auf dem nördlichen Abschnitt der rechte Auengraben Egelgraben des Kocher der nächste offene Wasserlauf, auf dem südlichen der recht nahe Kocher selbst.

### Zuflüsse
- (Seitenklingenbach aus dem Wald Birken), von links und Nordosten auf etwa 265 m ü. NHN[LUBW 1] in der mittleren Klinge, ca. 0,3 km[LUBW 6] und ca. 0,3 km².[LUBW 3] Entsteht auf etwa 315 m ü. NHN[LUBW 1] am Waldrand der Birken zu den Großen Äckern.

## Geologie
Im größten Teil des Einzugsgebietes steht der Obere Muschelkalk an, in dem der Halberger Bach auch seinen Lauf beginnt. Durchs obere Einzugsgebiet zieht von Nordwesten bei Crispenhofen im Langenbachtal nach Südosten bei Niedernhall im aufwärtigen Kochertal ein geologischer Horst, der am Südwestrand von Halberg Oberen Muschelkalk gegen eine anstoßende Zone von Lettenkeuper (Erfurt-Formation) im Südwesten versetzt, der allerdings talwärts schon bald wieder über Oberem Muschelkalk ausstreicht. Etwa am Ortsrand von Weißbach durchquert der Bach dann eine Hangzone Mittleren Muschelkalks.
Diese triassischen Schichten sind in der rechten Kocheraue und entlang der Oberläufe des Halberger Bachs sowie seines einzigen Zuflusses von holozänen Schwemmlandbändern überlagert. Auf der Hochebene gibt es auch zwei kleine Lösssedimentinseln aus quartärer Ablagerung. Die beiden Taleinschnitte sind mit Hangschutt bedeckt.

## Hochwasser
Der gewöhnlich wie die anderen steilen Muschelkalk-Klingenbäche der Region nur wenig Wasser führende Halberger Bach kann bei Starkregen ungemein anschwellen und dann Teile des Siedlungsbereichs von Weißbach am Unterlauf gefährden. Nach einigen solcher Ereignisse, bei denen Wasser ab der Engstelle der Verdolung unter dem Schützenhaus über die Schützenstraße lief, wurde dort baulich für schnellen Rücklauf in die Bachmulde gesorgt.

### LUBW
Amtliche Online-Gewässerkarte mit passendem Ausschnitt und den hier benutzten Layern: Lauf und Einzugsgebiet des Halberger Bachs

Allgemeiner Einstieg ohne Voreinstellungen und Layer: Daten- und Kartendienst der Landesanstalt für Umwelt Baden-Württemberg (LUBW) (Hinweise)
1. 1 2 3 4  Höhe nach dem Höhenlinienbild auf dem Hintergrundlayer Topographische Karte.
2. ↑  Länge nach dem Layer Gewässernetz (AWGN), ergänzt um ein kleines, auf der Gewässerkarte nicht berücksichtigtes Anfangsstück, das auf dem Hintergrundlayer Topographische Karte abgemessen wurde.
3. 1 2  Einzugsgebiet abgemessen auf dem Hintergrundlayer Topographische Karte.
4. ↑  Natur teilweise nach dem Layer Geschützte Biotope.
5. ↑  Höhe nach grauer Beschriftung auf dem Hintergrundlayer Topographische Karte.
6. ↑  Länge abgemessen auf dem Hintergrundlayer Topographische Karte.

### Andere Belege
1. ↑  Abfluss-BW - Daten und Karten
2. ↑  Wolf-Dieter Sick: Geographische Landesaufnahme: Die naturräumlichen Einheiten auf Blatt 162 Rothenburg o. d. Tauber. Bundesanstalt für Landeskunde, Bad Godesberg 1962. → Online-Karte (PDF; 4,7 MB)
3. ↑  Geologie nach den Layern zu Geologische Karte 1:50.000 auf: Mapserver des Landesamtes für Geologie, Rohstoffe und Bergbau (LGRB) (Hinweise)
4. ↑  Bericht über die Sitzung des Weißbacher Gemeinderats vom 20.02.2017 mit Beschluss zum Hochwasserschutz am Halberger Bach